# Clarence Dill
Pour les articles homonymes, voir Dill.
Clarence Cleveland Dill, né le 21 septembre 1884 dans le comté de Knox et mort le 14 janvier 1978 à Spokane, est une personnalité politique américaine.